# Expolingua
EXPOLINGUA je mezinárodní veletrh jazyků, vzdělávání a kultury. Tento veletrh se koná v Německu v Berlíně - EXPOLINGUA Berlin a v Česku v Praze. EXPOLINGUA Praha probíhá každý rok v listopadu. 
Veletrh každoročně navštíví tisíce studentů, jejich rodičů, pedagogů a dalších zájemců o cizí jazyky a studium. Návštěvníci získávají informace o nových trendech v jazykové výuce, studiu a práci v zahraničí, e-learningu a dalších produktech a službách spojených se vzděláváním. Každoročně se na veletrhu EXPOLINGUA Praha představí více než 70 vystavovatelů z mnoha zemí světa.
Vystavovatelé poskytují informace o studiu cizích jazyků a o specifikách jednotlivých kulturních prostředí.
K vystavovatelům patří:
- kulturní instituce a velvyslanectví
- národní a mezinárodní vzdělávací subjekty
- jazykové školy a tuzemští i zahraniční pořadatelé studijních cest spojených s výukou jazyků
- tuzemské i mezinárodní univerzity a vysoké školy
- pořadatelé výměnných programů pro žáky a studenty
- knihkupectví a odborná nakladatelství se zaměřením na cizojazyčné publikace
- mezinárodní média a odborné časopisy
- firmy nabízející vzdělávací, jazykový a překladatelský software
- dodavatelé jazykových testů
- subjekty zajišťující studium překladatelství a tlumočení
- firmy specializující se na on-line kurzy a e-learning
- zprostředkovatelé pobytů au-pair

Na veletrhu bývá zastoupeno přes 40 jazyků. Každý rok veletrh navštíví více než 5 000 návštěvníků. 
K návštěvníkům patří:
- studenti VŠ a VOŠ
- studenti středních škol a jejich rodiče
- učitelé, vysokoškolští docenti a profesoři
- žáci odborných učilišť a celé školní třídy
- vedoucí personálních oddělení a firemních vzdělávacích programů
- tlumočníci a překladatelé
- odborníci zabývající se problematikou dalšího vzdělávání
- zaměstnanci velvyslanectví, konzulátů a mezinárodních organizací
- agentury nabízející jazykové a pracovní studijní pobyty v zahraničí
- odborní žurnalisté z tištěných, elektronických I on-line médií
- zástupci široké veřejnosti se zájmem o cizí jazyky a kulturu

Veletrh doplňuje doprovodný program. Návštěvníci si mohou vybrat z desítek jazykových minikurzů, přednášek a seminářů, na kterých se dozvědí podrobnosti o studijních programech, výukových metodách, jazykových zkouškách a mnohém dalším.
Veletrh EXPOLINGUA Praha organizuje ICWE GmbH
Veletrh EXPOLINGUA Praha je pořádán pod patronací Ministerstva školství, mládeže a tělovýchovy České republiky, za podpory Generálního ředitelství pro vzdělávání a kulturu Evropské komise. 

## Příbuzné veletrhy
- Svět knihy